# Championnat du Malawi de football 1998-1999
Navigation
Saison suivante
La saison 1998-1999 du Championnat du Malawi de football est la quatorzième édition de la Super League, le championnat de première division malawite. Elle se déroule sous la forme d’une poule unique avec quatorze formations, qui s’affrontent à deux reprises. En fin de saison, les deux derniers du classement sont relégués et remplacés par les deux meilleurs clubs de deuxième division malawite.
C'est le club du Bata Bullets qui remporte le championnat cette saison, après avoir terminé en tête du classement final, avec deux points d'avance sur Telecom Wanderers, tenant du titre, et dix-huit sur Red Lions Zomba. C'est le quatrième titre de champion du Malawi de l'histoire du club.

## Les clubs participants
- Bata Bullets
- Moyale Barracks FC
- Blue Eagles FC
- CIVO United
- Silver Strikers
- Red Lions Zomba
- Illovo FC - Promu de D2
- ADMARC Tigers
- Telecom Wanderers
- ACT Stars
- Blantyre University FC
- Dwanga Sugar Corporation FC
- Super ESCOM
- MDC United

## Compétition

### Classement
| Rang | Équipe                      | Pts | J  | G  | N  | P  | Bp | Bc | Diff |
| ---- | --------------------------- | --- | -- | -- | -- | -- | -- | -- | ---- |
| 1    | Bata Bullets                | 62  | 26 | 19 | 5  | 2  | 62 | 24 | +38  |
| 2    | Telecom WanderersT          | 60  | 26 | 19 | 3  | 4  | 56 | 25 | +31  |
| 3    | Red Lions Zomba             | 44  | 26 | 13 | 5  | 8  | 45 | 24 | +21  |
| 4    | MDC United                  | 42  | 26 | 12 | 6  | 8  | 44 | 28 | +16  |
| 5    | ADMARC Tigers               | 40  | 26 | 12 | 4  | 10 | 44 | 33 | +11  |
| 6    | Illovo FCP                  | 39  | 26 | 10 | 9  | 7  | 37 | 30 | +7   |
| 7    | Dwanga Sugar Corporation FC | 38  | 26 | 9  | 11 | 6  | 33 | 25 | +8   |
| 8    | Super ESCOM                 | 37  | 26 | 11 | 4  | 11 | 41 | 43 | -2   |
| 9    | Silver Strikers             | 30  | 26 | 8  | 6  | 12 | 34 | 37 | -3   |
| 10   | CIVO United                 | 28  | 26 | 7  | 7  | 12 | 23 | 34 | -11  |
| 11   | Moyale Barracks FC          | 26  | 26 | 6  | 8  | 12 | 26 | 44 | -18  |
| 12   | ACT Stars                   | 25  | 26 | 6  | 7  | 13 | 29 | 45 | -16  |
| 13   | Blue Eagles FC              | 18  | 26 | 4  | 6  | 16 | 24 | 60 | -36  |
| 14   | Blantyre University FC      | 11  | 26 | 2  | 5  | 19 | 18 | 64 | -46  |

|  | Qualification pour la Ligue des champions de la CAF 2000 |
|  | Qualification pour la Coupe des Coupes 2000              |
|  | Relégation directe en deuxième division                  |
|  | T : Tenant du titre P : Club promu de deuxième division  |

## Bilan de la saison
| Championnat du Malawi de football 1998-1999 |                                  |
| Champion                                    | Bata Bullets (4e titre)          |
| Qualifications continentales                |                                  |
| Ligue des champions de la CAF 2000          | Bata Bullets                     |
| Coupe des Coupes 2000                       | Telecom Wanderers                |
| Coupe de la CAF 2000                        | Aucun                            |
| Promotions et relégations                   |                                  |
| Promus en Super League                      | MAFCO FC                         |
| Promus en Super League                      | Zomba Working Training Centre FC |
| Relégués en National League                 | Blue Eagles FC                   |
| Relégués en National League                 | Blantyre University FC           |